# 矢内原勝
矢内原 勝（やないはら かつ、1926年3月13日 - 2003年11月27日）は、日本の経済学者。慶應義塾大学名誉教授。

## 来歴
矢内原忠雄の三男として1926年に東京都大田区大森に生まれた。哲学者の矢内原伊作は兄。東京府立第一中学校、慶應義塾大学経済学部予科を経て、1947年に慶應義塾大学経済学部に入学。山本登に師事。1950年に卒業、副手として開発経済学の研究に着手。1952年に助手に、1957年に助教授に、1966年に教授に昇任。1954年から1955年まではロンドン・スクール・オブ・エコノミクスに、1976年から1978年までパリ第1パンテオン・ソルボンヌ大学に留学した。1991年に慶應義塾大学を定年退官し、名誉教授の称号を授与される。同年、浜松大学国際経済学部教授に就任、その後作新学院大学学長を務めた。2003年に心不全のため逝去。
2006年、『アフリカとアジア：開発と貧困削減の展望』（慶応義塾大学出版会）という題目の追悼論文集が発刊された。
東京大学経済学部に入る学力はあったが、父の忠雄と東京大学との関係の悪化により慶應義塾大学へ進学。船田元は、矢内原の下で学んだ。敬虔な無教会のクリスチャン。多くの弟子を育てた。国際経済学会、日本アフリカ学会、日本経済政策学会で要職に就いた。

## 著書

### 単著
- 『低開発国の輸出と経済開発』（東洋経済新報社、1965年）
- 『金融的従属と輸出経済（慶應義塾経済学会経済学研究叢書）』（日本評論社、1966年）
- 『近代化の条件 日本の立場・低開発国の立場（ダイヤモンド社、1970年）
- 『世界経済 歴史・理論・現状』（文眞堂、1994年）
- 『国際貿易論』（慶應義塾大学出版会、1994年）

### 共著
- （細見真也）『ココア経済』（日本国際問題研究所、1969年）
- （山形辰史）『アジアの国際労働移動』（アジア経済研究所、1992年）
- （小田英郎）『アフリカ・ラテンアメリカ関係の史的展開』（平凡社、1989年）

### 編著
- 『発展途上国問題を考える』（勁草書房、1996年）